# میرا مونت (کالیفرنیا)
میرا مونت (به انگلیسی: Mira Monte) یک منطقهٔ مسکونی در ایالات متحده آمریکا است که در شهرستان ونتورا، کالیفرنیا واقع شده‌است. میرا مونت ۱۱٫۸۸۱ کیلومتر مربع مساحت و ۶٬۸۵۴ نفر جمعیت دارد و ۱۹۶ متر بالاتر از سطح دریا واقع شده‌است.